# Jean Leclerq
Jean Leclerq (* 1880; † unbekannt) war ein französischer Schwimmer und Wasserballspieler.

## Karriere
Leclerq nahm 1900 an den Olympischen Spielen in Paris teil. Im Wettbewerb des Unterwasserschwimmens erreichte der Franzose den elften Rang. Mit der Mannschaft von Tritons Lillois nahm er außerdem am Wettbewerb im Wasserball teil. Hier verlor das Team in der ersten Runde gegen die späteren Olympiasieger vom Osborne Swimming Club aus Großbritannien.